# Eonycteris major
Eonycteris major — вид рукокрилих, родини Криланових.

## Середовище проживання
Країни поширення: Бруней-Даруссалам, Індонезія, Малайзія — Борнео. Вважається рідкісним. Знайдені в бананових змішаних садах.

## Стиль життя
Лаштує сідала в вапнякових печерах.

## Загрози та охорона
Експлуатація карстових районів може являти собою загрозу для цього виду. На цей вид також полюють.